# Eva Brunne
Gerd Eva Cecilia Brunne (nascida em 7 de março de 1954) é uma clériga da Igreja da Suécia. Ela serviu como Bispa de Estocolmo de 2009 a 2019. Ela é a primeira bispa abertamente lésbica de uma igreja tradicional no mundo e a primeira bispa da Igreja da Suécia a ter uma união estável com uma pessoa do mesmo sexo.
Desde 2001, Brunne mantém uma união estável com Gunilla Lindén, que também é sacerdote ordenada da Igreja da Suécia. O relacionamento do casal recebeu a bênção da igreja e elas têm um filho, nascido por volta de 2005.

## Educação e início de carreira
Brunne nasceu em Malmö, onde também cresceu. Após a faculdade, ela se tornou uma estudante de teologia na Universidade de Lund e foi ordenada como sacerdote em 1978 e começou a servir na Diocese de Lund, compreendendo as províncias mais ao sul da Suécia de Blekinge e Escânia. Brunne passou os primeiros anos de seu sacerdócio em Karlskrona, Blekinge. Em 1980, ao se tornar Secretária Geral do Movimento Cristão Estudantil Sueco, Brunne fixou residência permanente em Estocolmo. Antes de assumir o cargo de vigária da paróquia de Sundbyberg em 1990, ela atuou como capelã universitária e conselheira do bispo. Após oito anos de vigário em Sundbyberg, Brunne passou outros oito anos como vigária de Flemingsberg. Em 2000, tornou-se chefe do decanato de Huddinge e Botkyrka, cargo que ocupou até 2006.

## Episcopado
Tendo representado o clero no capítulo da Diocese Luterana de Estocolmo de 1997 a 2005, ela se tornou reitora da diocese em 2006. Em 26 de maio de 2009, Brunne foi eleita bispo de Estocolmo, sucedendo Caroline Krook. Ela é a primeira bispa abertamente lésbica do mundo e a primeira bispa da Igreja da Suécia a ter vivido em uma parceria homossexual registrada. Brunne venceu a eleição por 413 votos a 365 e disse: "É muito positivo que nossa igreja esteja dando o exemplo aqui e me escolhendo como bispo com base em minhas qualificações, quando eles também sabem que podem encontrar resistência em outros lugares." No site oficial da Igreja da Suécia, Brunne escreveu: "Eu sei o que é ser questionado. Estou na situação de sorte de ter poder e posso usá-lo para o benefício daqueles que não têm poder."
Brunne foi consagrada bispo por Anders Wejryd, Arcebispo de Uppsala, na Catedral de Uppsala, em 8 de novembro. O Rei Carl XVI Gustaf e a Rainha Sílvia compareceram à consagração. Cinco bispos anglicanos, incluindo o então Arcebispo de Canterbury Rowan Williams, recusaram o convite para comparecer à cerimônia, assim como os representantes da Federação Luterana Mundial e as igrejas da Islândia, Estônia, Letônia e Lituânia. O Arcebispo Wejryd negou que o clero da Igreja da Inglaterra estivesse boicotando a cerimônia.

### Brasão
Brunne confirmou que seu brasão como Bispo de Estocolmo consiste no "brasão da Diocese de Estocolmo, São Erik e a bandeira sueca, bem como a rosa de Lutero, que era do próprio Martinho Lutero. A cruz é um lembrete de que a fé em Cristo crucificado e ressuscitado traz bem-aventurança."

### Envolvimento em controvérsias
Em outubro de 2010, a bispa Brunne participou de uma manifestação contra o racismo em Estocolmo, depois que o partido nacionalista Democratas Suecos entrou no Riksdag. No dia seguinte, Brunne mencionou as manifestações em um sermão tradicional da igreja que precede a abertura do Riksdag. Em resposta, Jimmie Åkesson e outros membros do partido saíram furiosos da igreja. Åkesson disse que a bispa obviamente atacou seu partido em seu discurso. Brunne negou que o discurso fosse dirigido contra um partido específico.
Em setembro de 2015, Brunne propôs a remoção de símbolos do cristianismo, incluindo cruzes, da Igreja dos Marinheiros no Porto de Estocolmo, para abrir a igreja à adoração de marinheiros de todas as crenças e para marcar a direção de Meca como um serviço aos visitantes muçulmanos. Como a Igreja dos Marinheiros é uma fundação independente e, embora em Estocolmo, não faz parte da Diocese de Estocolmo de Brunne, Kicki Wetterberg, a chefe da Igreja dos Marinheiros, rejeitou a sugestão em uma entrevista ao Dagen, afirmando que ela não tinha "nenhum problema com marinheiros muçulmanos ou hindus adorando na igreja, mas a igreja manterá suas cruzes, sendo uma igreja cristã". A questão voltou à tona em 2024, ao ser compartilhada e criticada por conservadores em rede social.
Antes das eleições eclesiásticas de 2017, Brunne criticou os Democratas Suecos, alegando que o partido queria uma igreja que não existia mais. Ela também temia que a igreja se tornasse mais conservadora.

## Honras
- Medalha de Sua Majestade o Rei em ouro, tamanho 12, por contribuições significativas à vida eclesiástica sueca e internacional (2020).[18]
- Prêmio Allan Hellman, da RFSL Gotemburgo (1990), devido a sua luta por homossexuais na igreja.[19]

## Obras
- Myten om madonnan. En bok om kvinna och man under förtryck och befrielse. Verbum, Stockholm 1978.
- AIDS. Ett test på vår medmänsklighet. Verbum, Stockholm 1988. ISBN 9152615413
- "Gör inte skillnad på människor". Eva Brunne i samtal med Sara Grant. Verbum, Stockholm 2019. ISBN 978-91-526-3788-3